# Weinmannia apurimacensis
Weinmannia apurimacensis är en tvåhjärtbladig växtart som beskrevs av Otto Christian Schmidt. Weinmannia apurimacensis ingår i släktet Weinmannia och familjen Cunoniaceae. Inga underarter finns listade i Catalogue of Life.